# Teresa Graves
Teresa Graves (Houston, 10 de janeiro de 1948 — Los Angeles, 10 de outubro de 2002) foi uma cantora e atriz estadunidense.

## Biografia
Començou sua carreira artística como cantora no grupo Doodletown Pipers. Mais tarde ela foi para o mundo da atuação, com aparições na série de televisão Rowan and Martin's Laugh-In (1969-1970).
Participou em papéis secundários em filmes na década de setenta: Black Eye (1974), That Man Bolt (1973), e Vampira (1974), com David Niven.
O pico da popularidade veio quando desempenha o papel principal na série Get Christie Love (1974-1975), interpretando seu primeiro papel como protagonista de uma mulher afroamericana ao serviço do departamento de policía de uma grande cidade.
Em 1983, ele deixou sua carreira para se concentrar em sua vocação religiosa como uma membro das Testemunhas de Jeová.
Teresa Graves morreu tragicamente aos 54 anos em um incêndio em sua casa.